# Řetězový převod
Řetězový převod přenáší otáčivý pohyb mezi dvěma rovnoběžnými hřídeli prostřednictvím tvarového styku mezi hnací řetězkou a řetězem a následně mezi řetězem a hnanou řetězkou. Řetěz je namáhán tahem pouze na tažné větvi převodu.
Převod je bez prokluzu. Protože osa řetězu nedosedá na kruhové řetězové kolo ale na pravidelný n-úhelník, není řetězový převod „přesný“, ale pravidelně se mění. Výsledný otáčivý pohyb je pak zatížen vibracemi způsobenými jak hnací tak hnanou řetězkou. Proto je tento typ převodu hlučný. Při dostatečném mazání je nebezpečí přehřátí a event. požáru minimální.
- Převodový poměr:  {\displaystyle i={\frac {n_{1}}{n_{2}}}={\frac {z_{2}}{z_{1}}}} kde hodnoty {\displaystyle z_{1}} a {\displaystyle z_{2}} obsahují počet zubů řetězových kol

- Volná (nezatížená) větev převodu musí být ve spodní části převodu. Proto nejsou vhodné pro reverzované převody (mění směr otáčení). Proto naprosto chybný je následující případ!

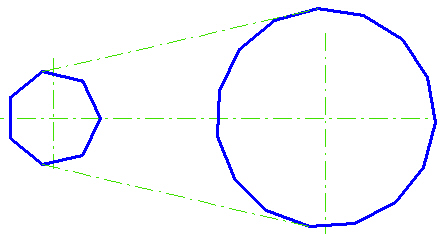
Řetězový převod

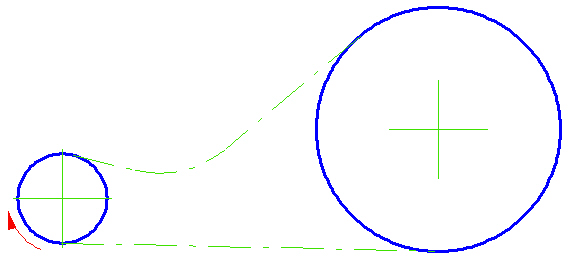

- U svislého uspořádání je nutné použít napínáku.

- Napínání řetězového převodu se provádí buď odsunutím hřídelí, nebo použitím napínáku na volné straně převodu – napínací kladky nebo kluzný (dřevěný nebo plastový) špalík.

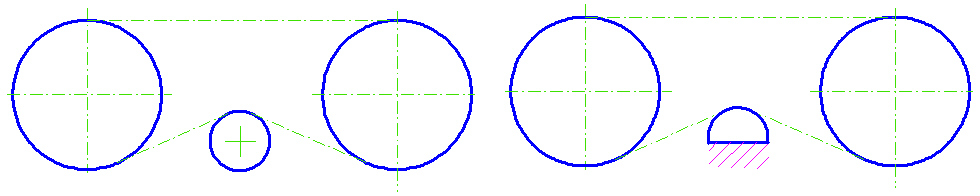

- Zajímavý způsob napínání řetězových převodů je pomocí pružného (plastového) ozubeného věnce vloženého mezi hnanou a hnací větev převodu.

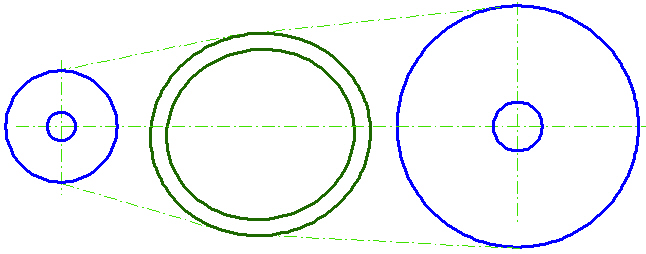

- Pomocí řetězového převodu na rozdíl od řemenového převodu s klínovým řemenem lze změnit směr otáčení. Řetěz lze "ohýbat" libovolně v obou směrech.

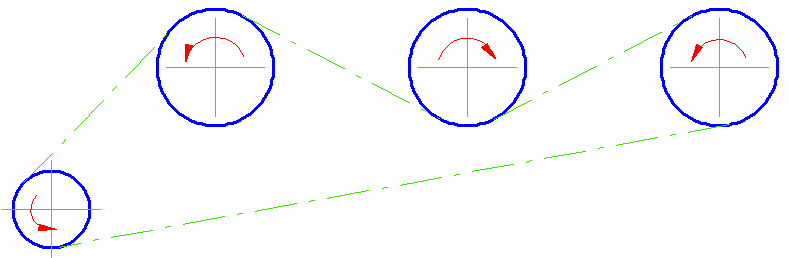

## Typy řetězů
- kloubové (Evartův)

- článkové

- - Článkové čepové řetězy: použití pro řetězové pily, variátory. Malá styková plocha mezi čepy a články vyžaduje důkladné mazání.

- - Článkové pouzdrové řetězy (Galovy) – silové pomaloběžné převody, kladkostroje, dopravníky, vysokozdvižné vozíky

- - Článkové válečkové řetězy – nejpoužívanější = nejlevnější

- svařované

## Kola řetězových převodů
Kola řetězových převodů = řetězky = řetězová kola = rozety

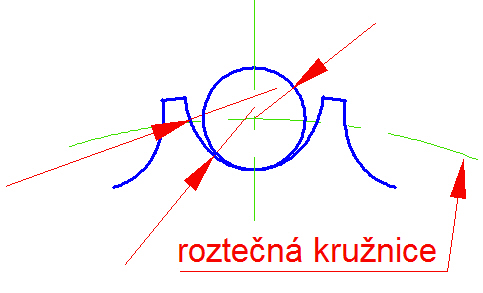

- Rozteč článkových řetězů je jeho základní rozměr. Lisované článkové řetězy se vyrábí s roztečemi v palcové míře:

1“ = 25,4 mm
3/4" = 19,05 mm
5/8“= 15,875 mm
1/2" = 12,7 mm
3/8“ =9,525 mm
Zkracování článkových řetězů je nutno provádět odebráním dvou roztečí (vnější a vnitřní článek) nebo použít poločlánek.
Spojování obou konců řetězů se provádí buď nalisováním čepu nebo nasazením spojovacího článku s pojistkou v poloze proti směru pohybu řetězu.

## Řetězová kola pro článkové řetězy
Vyrábějí se buď frézováním (zub po zubu) – u silnějších zubů nebo lisováním celého tvaru – u tenčích zubů a hromadné výrobě. Pro kusovou výrobu lze použít vypálení laserem.
- Středy válečků posazených na dno zubů prochází pomyslná kružnice, které se říká „roztečná kružnice“.

- Průměr roztečné kružnice: 	{\displaystyle d_{r}={\frac {t}{\sin {\frac {180^{o}}{z}}}}} kde {\displaystyle t} je rozteč řetězu a {\displaystyle z} je počet zubů.

- Dno zubu řetězového kola představuje několik navazujících rádiů (zaoblení). Řetěz se během provozu opotřebovává a tím se zvyšuje rozteč mezi jednotlivými čepy. Tvar zubu umožňuje postupný záběr dosedáním válečků na boky zubu i při „vytahaném“ řetězu.

## Údržba řetězového převodu
- - pravidelné čištění - vyprání v technickém benzínu, petroleji, horká pára
  - opětovné namazání v teplém oleji
  - osušení přebytečného maziva

- Při velmi vysokém opotřebení hrozí nejen přetržení řetězu, ale může dojít i k přeskočení řetězu o zub. Prodloužení řetězu nesmí přesáhnout 3%.

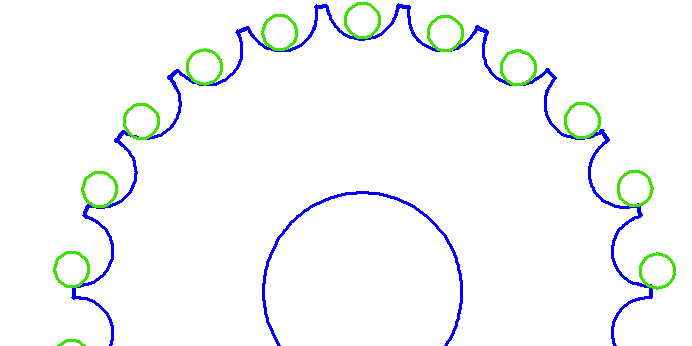

## Příklady zvláštního použití
Řetězový převod zajišťuje vzájemnou fázovou synchronizaci otáčení obou hřídelí (rozvody čtyřdobých spalovacích motorů). Pomocí dvou napínáků lze provádět regulaci vzájemného natočení hřídelí (regulace časování rozvodů VW).

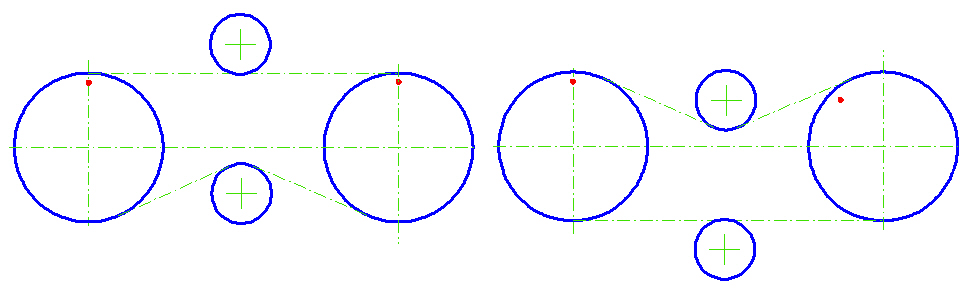

Převod mezi otáčivým a přímočarým pohybem pomocí článkového řetězu napnutého k podložce.

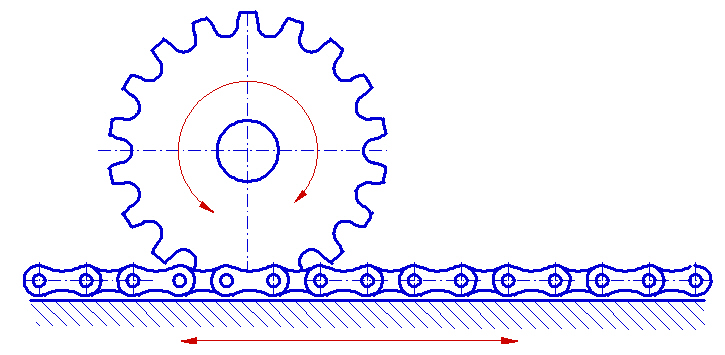

## Výpočet řetězového převodu
Podobně jako u řemenů se provádí pomocí nomogramů viz normy řetězů. Vstupními hodnotami jsou přenášený výkon a otáčky malého kola.

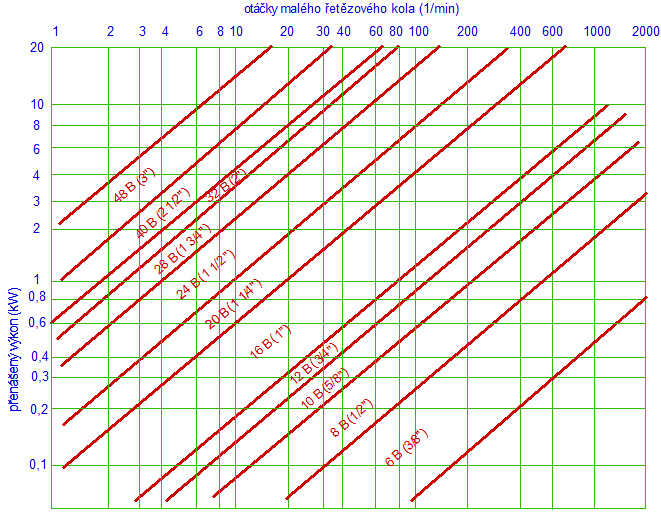

- Vedle silnějších lze zvolit i vícenásobné řetězy, které zvyšují spolehlivost pohonu.

## Svařované článkové řetězy
Používají se u řetězových převodů pracujících ve velmi znečištěném abrazivním prostředí (dopravníky), nebo u řetězových kladkostrojů. Vyrábějí se v roztečích (vnitřní délka článku) v mm.

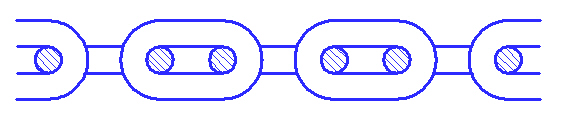

- Řetězová kola pro tyto řetězy zabírají za tělo vodorovných článků. Svislé články vedou řetěz mezi dvěma polovinami řetězového kola.